# 北部 (列日)
北部（法語：Nord，法語發音：[nɔʁ] ⓘ）是比利时列日省列日的街区，位于默兹河左岸，包括圣莱奥纳尔和科龙默兹两个分街区。